# 千田翔太
千田 翔太（ちだ しょうた、1994年4月10日 - ）は、日本将棋連盟所属の将棋棋士である。森信雄七段門下。棋士番号は291。大阪府箕面市出身。大阪府立刀根山高等学校卒業。

## 棋歴
5歳の時に近所の小学生に教わり、将棋を覚えた。 
2006年9月に奨励会に入会。中学2年時に1級から初段に昇るのに1年を費やした以外は順調に昇級・昇段を続け、2010年3月、中学校卒業と同時期に三段昇段。三段リーグでは毎回コンスタントに勝ち越しを続け、6期目となる2012年度後期（第52回）では序盤から逃げ切り、最終局2局を残した時点で14勝2敗として1位の成績を確定させ、四段昇段を内定させた（最終成績は15勝3敗）。三段リーグ通算成績は69勝39敗・勝率.639。
奨励会三段として参加した第42期（2011年度）新人王戦で当時既にプロ四段となっていた菅井竜也らを破りベスト8（当期準優勝者の豊島将之に敗れる）。
初参加の第55期（2013-2014年度）王位戦では予選を勝ち抜くと、紅組リーグでは当時竜王・名人であった森内俊之を始め、行方尚史、豊島将之など強豪棋士を破り、さらに広瀬章人とのプレーオフを制し挑戦者決定戦へと進出。木村一基との挑戦者決定戦では敗れるも挑戦者決定リーグ残留を果たした。同じくデビュー年の2013年には第3期加古川青流戦で決勝に進出するも、佐々木勇気との3番勝負に1勝2敗で敗れ準優勝。
順位戦では初参加の第72期（2013年度）に8勝2敗の成績を収め高順位に付けると、第73期（2014年度）でも好調を維持し、開幕から9連勝を収め1局を残してC級1組への昇級を決め、五段に昇段する。時期を同じくして、2014年末に開幕した第28期竜王戦でも6組ランキング戦で優勝し、5組昇級と本戦出場を果たした。
2015年度はNHK杯テレビ将棋トーナメントに初出場、1回戦で中村亮介、2回戦で阿久津主税、3回戦では竜王タイトルを保持していた糸谷哲郎を下す。準々決勝では昨年の準優勝者で順位戦A級の行方尚史に勝利、準決勝では同じくA級の久保利明に勝利。決勝は村山慈明との対局となり、村山の上部からの銀桂歩による攻めに苦戦。初出場初優勝を逃す。
2016年度は初開催となった上州YAMADAチャレンジ杯で決勝に進出するも、船江恒平に敗れ準優勝。第2期叡王戦でも決勝に進出したが、佐藤天彦九段（名人）との決勝三番勝負に0勝2敗で準優勝。同年の第42期棋王戦にて、挑戦者決定トーナメントで豊島将之、広瀬章人、久保利明、森内俊之、佐々木勇気を破り勝者組で優勝。挑戦者決定戦では再度勝ち上がった佐々木勇気に勝利し、渡辺明棋王への挑戦権を獲得、昇段規定「タイトル挑戦」により六段に昇段した。五番勝負では、第3局で先に2勝目を上げるもそこから連敗し、初タイトル戴冠はならなかった。2016年度は将棋大賞の最多勝・最多対局数部門で1位となり、また、この年度に猛威を奮った「対矢倉の左美濃急戦」と「角換わり腰掛銀における4二玉・6二金・8一飛型」の2つの戦型を広めたことを理由として升田幸三賞を受賞した。
2017年12月1日付で所属を関東に移した。
2017年度の第76期順位戦は順調に勝ち続け、8戦全勝のまま塚田泰明九段に勝利し、あと一戦を残した状態で自身初のB級2組に昇級を決め、最終局の平藤眞吾戦も勝って全勝で昇級。さらに2018年度の第77期順位戦も順調に勝ち星を重ね、2019年3月13日の最終戦で窪田義行に勝って9勝1敗としてB級1組への連続昇級を決めるとともに、七段に昇段した。
2019年度の朝日杯では、去年度の準決勝敗退により本戦トーナメントからの出場で屋敷伸之九段、深浦康市九段に勝利し、準決勝では3連覇のかかった朝日杯負けなしの藤井聡太七段、決勝で過去6戦勝ちなしの永瀬拓矢二冠をそれぞれ破り、自身初の一般棋戦、および朝日杯の初優勝を飾った。
2021年度の第80期順位戦は藤井聡太竜王に勝利するなど9勝3敗の好成績を収めたものの3位（次点）でA級への昇級を逃した。また、「角換わり3三金型早繰り銀」で自身2度目の升田幸三賞を受賞した。
2022年度の第81期順位戦B級1組では、2022年12月22日の近藤誠也七段との対局において、後手番の千田は「自分が先手番」と間違えた思い込みのまま対局に臨み、「初手▲2六歩」を千田が指した時点で反則負け（後手の初手指し△8四歩）となった。
2023年度の第82期順位戦B級1組では、2024年2月8日に行なわれた12回戦に勝利しA級昇級を決め、同日付けで八段昇段。この日で昇級を決めるには勝利かつ昇級争い相手の糸谷哲郎の敗戦が条件だったが、当日に千田は将棋会館内のホワイトボードで「糸谷の勝ち」という掲示を確認。よって同日中の昇級はないものと思っていたが、実はこの掲示は誤りで糸谷は敗れていた。このため終局後の取材でA級昇級（糸谷の敗戦）を伝えられた千田は予期せぬ朗報に驚いたという。

## 棋風
- 四段昇段の際のインタビューによると、居飛車党で力戦を得意としているという[1]。
- 2手目△3二金[注 2]など、意表を突いた戦法を試みることがある。

## 人物
- 愛称は「ちだしょー」[13]。棋士だけでなくファンからもよく使われるニックネームである。
- 対局中に記録係の横に座って、盤面を横から眺める癖がある。かつて同じ関西所属だった菅井曰く「局面を客観的に見たいんでしょう」とのこと[14]。
- コンピュータ将棋の対局場であるfloodgateの棋譜を収集しており、各ソフトの棋風についても詳しい。将棋ソフトで将棋を研究するというよりも、「自らの局面評価力そのものを将棋ソフトのそれに置き換えていく」という踏み込んだ姿勢で将棋ソフトと向き合っており、「ソフト将棋の申し子」の異名を取る[15][16]。2016年度の升田賞の受賞理由となった2つの戦型についてもコンピュータ将棋から得たアイディアを磨き上げたものであり、千田本人は受賞者に将棋ソフトのponanzaまたはコンピュータ将棋それ自体を推していたことを表明している[17] 。
- 将棋ソフトを使った詳細な序盤研究に定評があり、自らソフト用の定跡ファイルを作成し、ネット上に無料公開している。
- コンピュータ将棋に対する造詣の深さから、将棋ソフトの「Bonanza」（ボナンザ）や「Ponanza」（ポナンザ）にちなんで、「チダンザ」の愛称も持つ[18]。
- 藤井聡太が奨励会三段だった2016年5月に将棋ソフトを利用することを勧め、インストールの方法も教えた[19]。
- ネット配信では、ニコニコ生放送の将棋中継では解説として出演するのに対し、ABEMAには自らの対局以外では原則的に出演しない方針を貫いていた。2020年の第78期名人戦では、第2局で副立会人を務めたためABEMAの中継に登場することになったものの、姿を見せず声だけの出演という異例の形となった[20]。ABEMAトーナメントでも第5回までは予選不参加を続けていたが[21]、ニコニコ生放送が2020年に将棋中継から事実上撤退したこともあり、2022年10月の里見香奈 - 狩山幹生戦（里見の棋士編入試験）で解説として登場し、ABEMAへの出演を解禁した。2023年の第6回ABEMAトーナメントにも初めて参加し、チームリーダーを務めた[22]。
- 2023年9月末に女流棋士の中村真梨花と入籍したことを2023年10月10日に発表した[23]。戸籍上は中村姓を称し「中村翔太」になるが、棋士としての活動は「千田翔太」の名前で行う[16][23]。中村姓を選択したのは、千田姓にした場合の中村真梨花の名前の語呂が良くないことを理由としている[24]。2018年の叡王戦中継で解説・聞き手として共演したのが、二人の出会いのきっかけになった[25]。

## 昇段履歴
研修会（関西研修会）
- 2002年12月 ： E2クラス（関西研修会 入会）[26]

| - 2003年11月 ： E1クラス 昇級 - 2000年00月 ： D2クラス 昇級 - 2000年00月 ： D1クラス 昇級 - 2005年01月 ： C2クラス 昇級 - 2005年00月 ： C1クラス 昇級 |

奨励会以降（関西奨励会）
- 2006年09月00日 ： 6級（関西奨励会 入会） [31]

| - 2006年10月00日 ： 5級 - 2007年06月00日 ： 4級 - 2007年07月00日 ： 3級 - 2007年10月00日 ： 2級 - 2008年03月00日 ： 1級 - 2009年04月00日 ： 初段 - 2009年07月00日 ： 二段 |

- 2010年03月00日 ： 三段（第47回奨励会三段リーグ〈2010年度前期〉より三段リーグ参加）[38]
- 2013年04月01日 ： 四段（第52回奨励会三段リーグ成績1位） = プロ入り[1]

四段昇段以降
- 2013年04月01日 ： 四段 = プロ入り[1]
- 2015年02月12日 ： 五段（順位戦C級1組昇級、通算63勝23敗）[39]
- 2016年12月16日 ： 六段（五段昇段後タイトル挑戦〈第42期棋王戦〉、通算139勝52敗）[4][3]
- 2019年03月13日 ： 七段（順位戦B級1組昇級、通算220勝84敗）[8][40]
- 2024年02月08日 ： 八段（順位戦A級昇級、通算324勝160敗）[11][41]

## 主な成績

### タイトル戦
タイトル戦登場
- 棋王戦 1回（2016年度 = 第42期）

登場回数 1回（獲得 0期）

### 一般棋戦優勝
- 朝日杯将棋オープン戦 1回（2019年度・第13回）

### 将棋大賞
- 第42回（2014年度） 新人賞
- 第44回（2016年度） 最多勝利賞（48勝）、最多対局賞（65対局）、升田幸三賞
- 第49回（2021年度） 升田幸三賞

### 在籍クラス
| 開始 年度 | (出典)順位戦出典 | (出典)順位戦出典 | (出典)順位戦出典 | (出典)順位戦出典 | (出典)順位戦出典 | (出典)順位戦出典 | (出典)順位戦出典 | (出典)順位戦出典 | (出典)竜王戦出典 | (出典)竜王戦出典 | (出典)竜王戦出典 | (出典)竜王戦出典 | (出典)竜王戦出典 | (出典)竜王戦出典 | (出典)竜王戦出典 | (出典)竜王戦出典 | (出典)竜王戦出典 | (出典)竜王戦出典 |
| 開始 年度 | 期               | 名人             | A級              | B級              | B級              | C級              | C級              | 0                | 期               | 竜王             | 1組              | 2組              | 3組              | 4組              | 5組              | 6組              | 決勝 T           |                  |
| 開始 年度 | 期               | 名人             | A級              | 1組              | 2組              | 1組              | 2組              | 0                | 期               | 竜王             | 1組              | 2組              | 3組              | 4組              | 5組              | 6組              | 決勝 T           |                  |
| --- | ---------------- | ---------------- | ---------------- | ---------------- | ---------------- | ---------------- | ---------------- | ---------------- | ---------------- | ---------------- | ---------------- | ---------------- | ---------------- | ---------------- | ---------------- | ---------------- | ---------------- | ---------------- |
| 2013 | 72               |                  |                  |                  |                  |                  | C245             | 8-2              | 27               |                  |                  |                  |                  |                  |                  | 6組              | --               | 1-1/昇3-1        |
| 2014 | 73               |                  |                  |                  |                  |                  | C207             | 9-1              | 28               |                  |                  |                  |                  |                  |                  | 6組              | 0-1              | 6-0 (1位)        |
| 2015 | 74               |                  |                  |                  |                  | C128             |                  | 6-4              | 29               |                  |                  |                  |                  |                  | 5組              |                  | --               | 1-1/昇0-1        |
| 2016 | 75               |                  |                  |                  |                  | C114             |                  | 8-2              | 30               |                  |                  |                  |                  |                  | 5組              |                  | --               | 2-1/昇0-1        |
| 2017 | 76               |                  |                  |                  |                  | C102             |                  | 10-0             | 31               |                  |                  |                  |                  |                  | 5組              |                  | --               | 1-1/昇5-0        |
| 2018 | 77               |                  |                  |                  | B220             |                  |                  | 9-1              | 32               |                  |                  |                  |                  | 4組              |                  |                  | --               | 0-1/昇6-0        |
| 2019 | 78               |                  |                  | B113             |                  |                  |                  | 7-5              | 33               |                  |                  |                  | 3組              |                  |                  |                  | --               | 2-1/昇1-0        |
| 2020 | 79               |                  |                  | B106             |                  |                  |                  | 5-7              | 34               |                  |                  | 2組              |                  |                  |                  |                  | --               | 1-1/昇1-1        |
| 2021 | 80               |                  |                  | B107             |                  |                  |                  | 9-3              | 35               |                  |                  | 2組              |                  |                  |                  |                  | --               | 0-1/昇0-1        |
| 2022 | 81               |                  |                  | B103             |                  |                  |                  | 6-6              | 36               |                  |                  |                  | 3組              |                  |                  |                  | --               | 1-1/昇1-1        |
| 2023 | 82               |                  |                  | B108             |                  |                  |                  | 9-3              | 37               |                  |                  |                  | 3組              |                  |                  |                  | --               | 2-1/昇0-1        |
| 2024 | 83               |                  | A 09             |                  |                  |                  |                  | 4-5              | 38               |                  |                  |                  | 3組              |                  |                  |                  | --               | 0-1/昇0-1        |
| 2025 | 84               |                  | A 08             |                  |                  |                  |                  | -                | 39               |                  |                  |                  |                  | 4組              |                  |                  | --               | -                |
| 順位戦、竜王戦の 枠表記 は挑戦者。右欄の数字は勝-敗(番勝負/PO含まず)。 順位戦の右数字はクラス内順位 ( x当期降級点 / *累積降級点 / +降級点消去 ) 順位戦の「F編」はフリークラス編入 /「F宣」は宣言によるフリークラス転出。 竜王戦の 太字 はランキング戦優勝、竜王戦の 組(添字) は棋士以外の枠での出場。 |                  |                  |                  |                  |                  |                  |                  |                  |                  |                  |                  |                  |                  |                  |                  |                  |                  |                  |

### 年度別成績
| 年度                                                         | 対局数 | 勝数 | 負数 | 勝率   | (出典) |
| ------------------------------------------------------------ | ------ | ---- | ---- | ------ | ------ |
| 2010年度                                                     | 3      | 3    | 0    | 1.0000 |        |
| 2011年度                                                     | 4      | 1    | 3    | 0.2500 |        |
| 2012年度                                                     | 4      | 3    | 1    | 0.7500 |        |
| 合計                                                         | 11     | 7    | 4    |        |        |
| 2013年4月1日 四段昇段 （奨励会当時の成績は通算成績に含めず） |        |      |      |        |        |

| 年度             | 対局数 | 勝数 | 負数 | 勝率   | (出典) | 通算成績 | 通算成績 | 通算成績 | 通算成績 | 通算成績 |
| ---------------- | ------ | ---- | ---- | ------ | ------ | -------- | -------- | -------- | -------- | -------- |
| 2013年度         | 49     | 36   | 13   | 0.7346 | [ 44 ] | 対局数   | 勝数     | 負数     | 勝率     | (出典)   |
| 2014年度         | 42     | 31   | 11   | 0.7380 | [ 45 ] | 91       | 67       | 24       |          |          |
| 2015年度         | 53     | 35   | 18   | 0.6603 | [ 46 ] | 144      | 102      | 42       |          |          |
| 2016年度         | 65     | 48   | 17   | 0.7384 | [ 47 ] | 209      | 150      | 59       |          |          |
| 2017年度         | 44     | 31   | 13   | 0.7045 | [ 48 ] | 253      | 181      | 72       |          |          |
| 2018年度         | 53     | 40   | 13   | 0.7547 | [ 49 ] | 306      | 221      | 85       |          |          |
| 2019年度         | 45     | 31   | 14   | 0.6888 | [ 50 ] | 351      | 252      | 99       |          |          |
| 2020年度         | 35     | 17   | 18   | 0.4857 | [ 51 ] | 386      | 269      | 117      |          |          |
| 2013-2020 (小計) | 386    | 269  | 117  |        |        | 通算成績 | 通算成績 | 通算成績 | 通算成績 | 通算成績 |
| 年度             | 対局数 | 勝数 | 負数 | 勝率   | (出典) | 対局数   | 勝数     | 負数     | 勝率     | (出典)   |
| 2021年度         | 39     | 24   | 15   | 0.6153 | [ 52 ] | 425      | 293      | 132      | 0.6894   | [ 53 ]   |
| 2022年度         | 31     | 13   | 18   | 0.4193 | [ 54 ] | 456      | 306      | 150      | 0.6710   | [ 55 ]   |
| 2023年度         | 32     | 22   | 10   | 0.6875 | [ 56 ] | 488      | 328      | 160      | 0.6721   | [ 57 ]   |
| 2024年度         | 29     | 11   | 18   | 0.3793 | [ 58 ] | 517      | 339      | 178      | 0.6557   | [ 59 ]   |
| 2021-2024 (小計) | 131    | 70   | 61   |        |        |          |          |          |          |          |
| 通算             | 517    | 339  | 178  | 0.6557 | [ 59 ] |          |          |          |          |          |
| 2024年度まで     |        |      |      |        |        |          |          |          |          |          |